# Hallumerhoekstervaart
De Hallumerhoekstervaart (Hallumerhoekster Feart) is een kanaal in de gemeente Noardeast-Fryslân in de Nederlandse provincie Friesland. 
De Hallumerhoekstervaart loopt van de Hallumervaart (Hallumer Feart) in Hallum naar Hallumerhoek. Tussen beide plaatsen verbindt de Koervaart de Hallumerhoekstervaart met de Hijumervaart (Hijumer Feart). In verband met het in 2018 nieuw in gebruik genomen gemaal De Heining bij Vijfhuizen aan de Waddenzeedijk is de Hallumerhoekstervaart verbreed en verlengd van Hallumerhoek naar het gemaal.